# Reonda
Reonda – wieś w Estonii, prowincji Rapla, w gminie Kehtna.